# Суданский турач
Суданский турач (лат. Pternistis erckelii) — вид птиц из семейства фазановых (Phasianidae). Видовое латинское название дано в честь немецкого зоолога Теодора Эркеля (1811—1897).

## Распространение
Обитают в Эритрее, Эфиопии и Судане. В 1957 году завезены на Гавайские острова.

## Описание
Вес птицы может достигать 1500 г и более.

## Сохранение
Виду не угрожает вымирание. МСОП присвоил ему статус «виды под наименьшей угрозой» (LC).

## Галерея

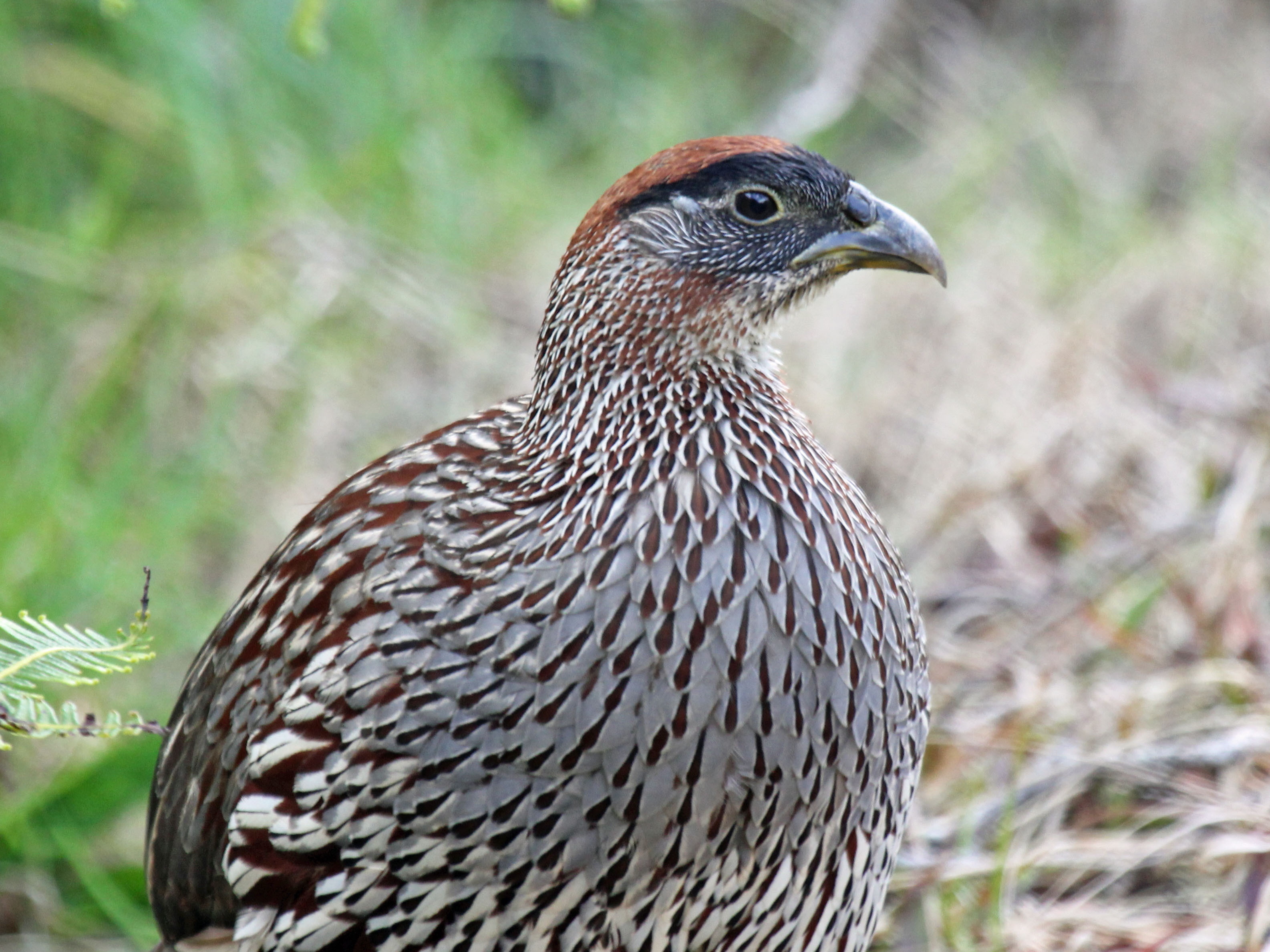
Кауаи, Гавайские острова
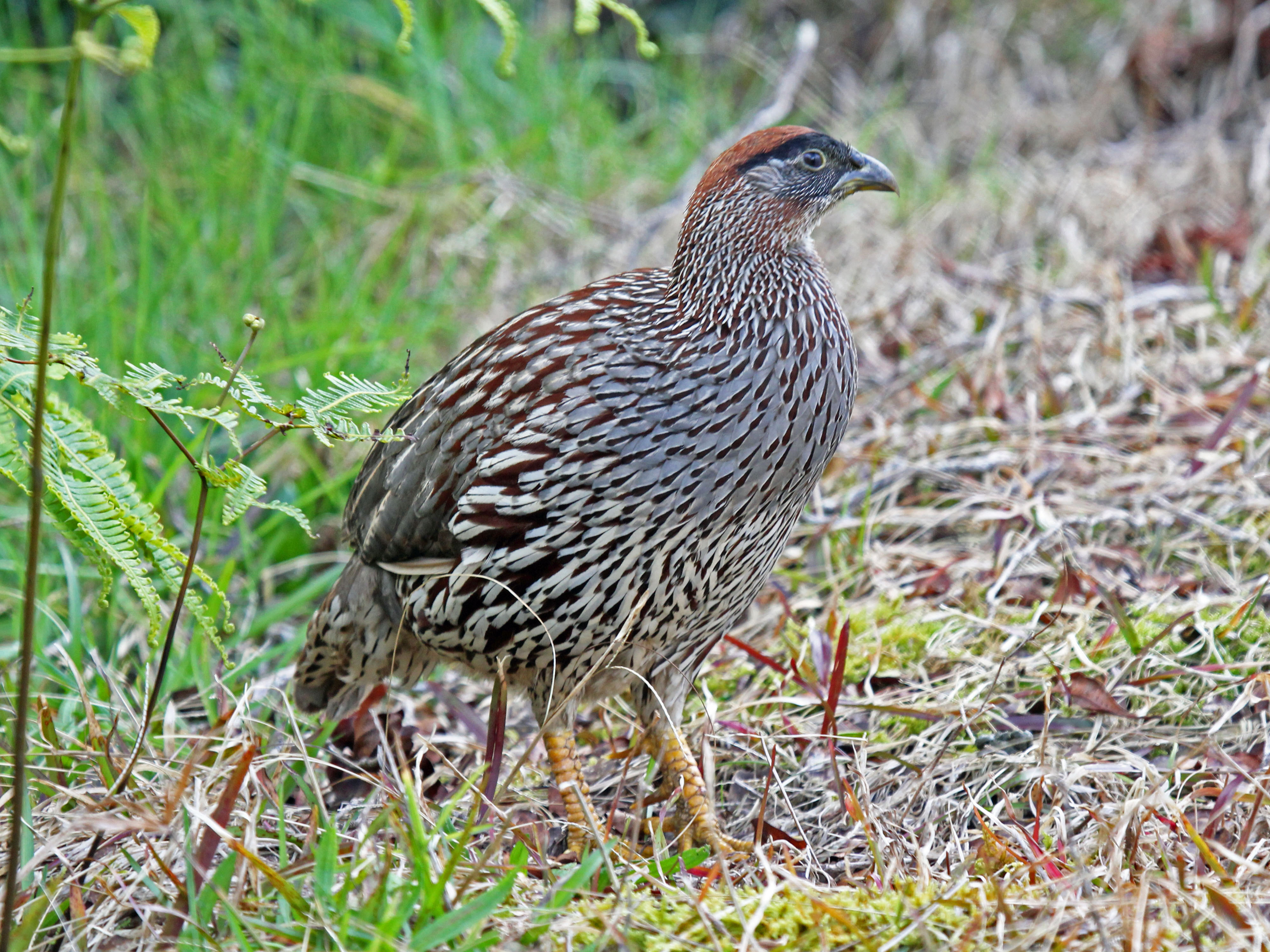
Кауаи, Гавайские острова
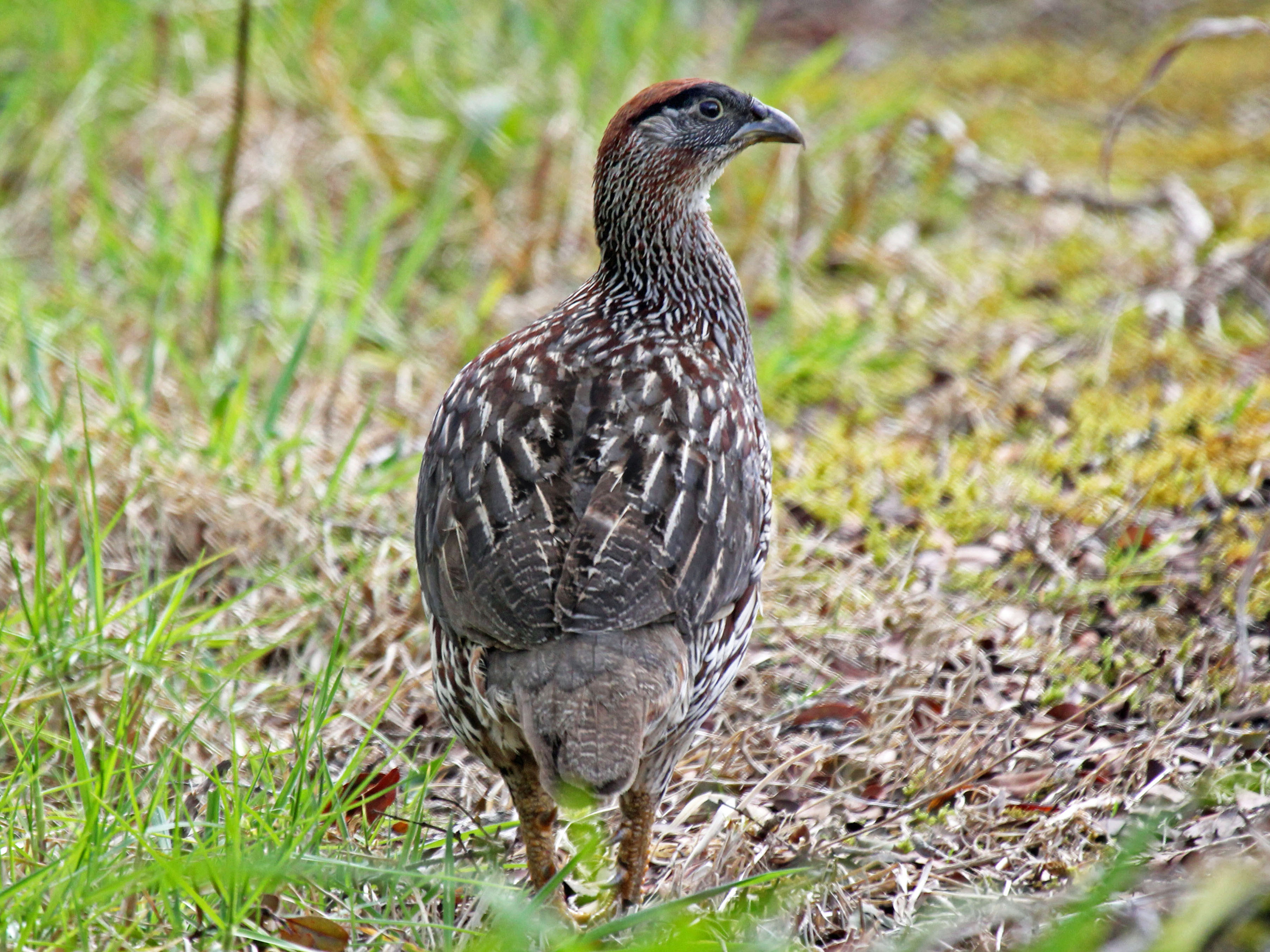
Кауаи, Гавайские острова